# 2011年俄罗斯国家杜马选举
2011年俄罗斯国家杜马选举是2011年12月4日举行的第6屆俄羅斯聯邦国家杜马选举，共计450个杜马议席全部由公民直接投票产生。根据公布的结果，統一俄羅斯黨赢得238席，比2007年的315席少了77席。而另外的三个政党俄羅斯聯邦共產黨得到92席，公正俄罗斯得到64席，俄羅斯自由民主黨得到56席。其他参选政党由于未達到全國得票率不少於5%的门槛，未能进入國会。

## 背景

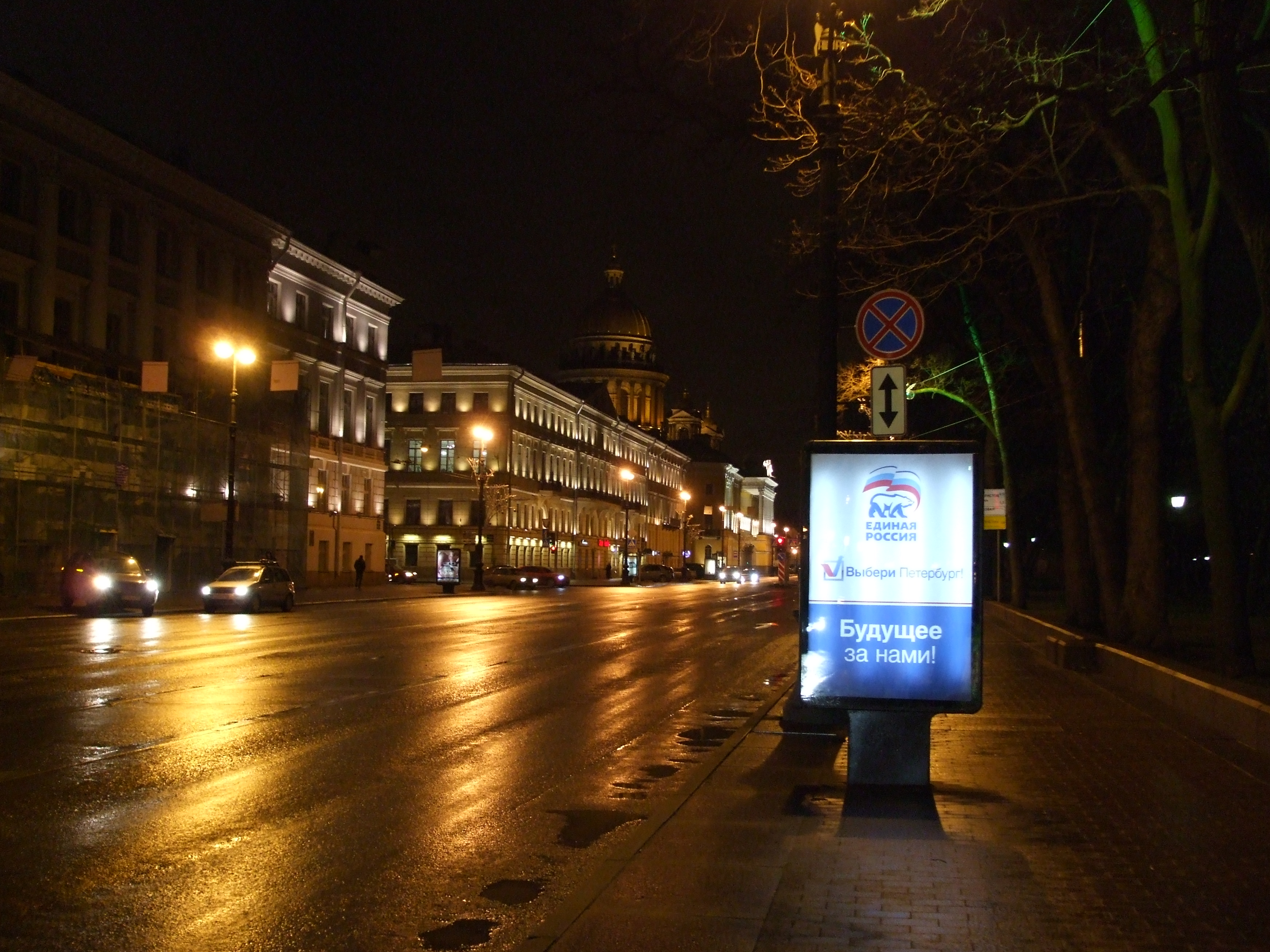
聖彼得堡街頭的競選標語

一个政党获得7%的选票比例才有资格按比例代表制分配国家杜马議席。此外，如果一个政党的得票率在5.0%到6.0%之间，该党将得到一个杜马席位；如果得票率在6.0%到7.0%之间，该党将得到两个席位。

## 参选政党
总共有7个政党参加选举，只有統俄黨、俄共、公正党和自民党四党在2007年的杜马选举中进入杜马，因此这四党自动获得参选资格。其他三个政党必须在10月19日以前至少得到15万人的连署签名支持才能获得中央选举委员会给予的认可资格。
| 投票序号 | 投票序号 | 政党             | 党首                         | 领导人                       | 會議日期         |
| -------- | -------- | ---------------- | ---------------------------- | ---------------------------- | ---------------- |
| 1        |          | 公正俄罗斯党     | 尼克莱·列维切夫              | 谢尔盖·米罗诺夫              | 2011年9月24日    |
| 2        |          | 俄羅斯自由民主黨 | 弗拉基米尔·日诺夫斯基        | 弗拉基米尔·日诺夫斯基        | 2011年9月13日    |
| 3        |          | 俄罗斯爱国者党   | Gennady Semigin              | Gennady Semigin              | 2011年9月10日    |
| 4        |          | 俄羅斯聯邦共產黨 | 根纳季·安德烈耶维奇·久加诺夫 | 根纳季·安德烈耶维奇·久加诺夫 | 2011年9月24日    |
| 5        |          | 俄罗斯统一民主党 | Sergey Mitrokhin             | 格里高利·亚夫林斯基          | 2011年9月10-11日 |
| 6        |          | 統一俄羅斯黨     | 弗拉基米尔·普京              | 德米特里·梅德韦杰夫          | 2011年9月23-24日 |
| 7        |          | 正义事业党       | Andrey Dunaev                | Andrey Dunaev                | 2011年9月20日    |

## 选举结果
| 統一俄羅斯黨                                               | 238          | ▼77          | 52.88%       | 32,331,244 | 49.29% | ▼15.01% |  |  |  |  |
| 俄羅斯聯邦共產黨                                           | 92           | ▲35          | 20.46%       | 12,594,232 | 19.20% | ▲7.63%  |  |  |  |  |
| 公正俄罗斯党                                               | 64           | ▲26          | 14.21%       | 8,689,147  | 13.25% | ▲5.51%  |  |  |  |  |
| 俄羅斯自由民主黨                                           | 56           | ▲16          | 12.45%       | 7,659,657  | 11.68% | ▲3.54%  |  |  |  |  |
| 俄罗斯统一民主党                                           | 0            | ━ 0          | 0%           | 2,249,990  | 3.43%  | ▲1.84%  |  |  |  |  |
| 俄罗斯爱国者党                                             | 0            | ━ 0          | 0%           | 638,735    | 0.97%  | ▲0.08%  |  |  |  |  |
| 正义事业党                                                 | 0            | ━ 0          | 0%           | 392,507    | 0.60%  | 新政黨  |  |  |  |  |
| 共计                                                       | 450          | 0            | 100%         |            |        |         |  |  |  |  |
| 有效票                                                     |              |              |              |            |        |         |  |  |  |  |
| 无效票                                                     |              |              |              |            |        |         |  |  |  |  |
| 投票人数比例                                               | 投票人数比例 | 投票人数比例 | 投票人数比例 |            | 60.20% |         |  |  |  |  |
| 信息来源 12月6日俄中央选举委员会公布（页面存档备份，存于） |              |              |              |            |        |         |  |  |  |  |

## 抗议活动

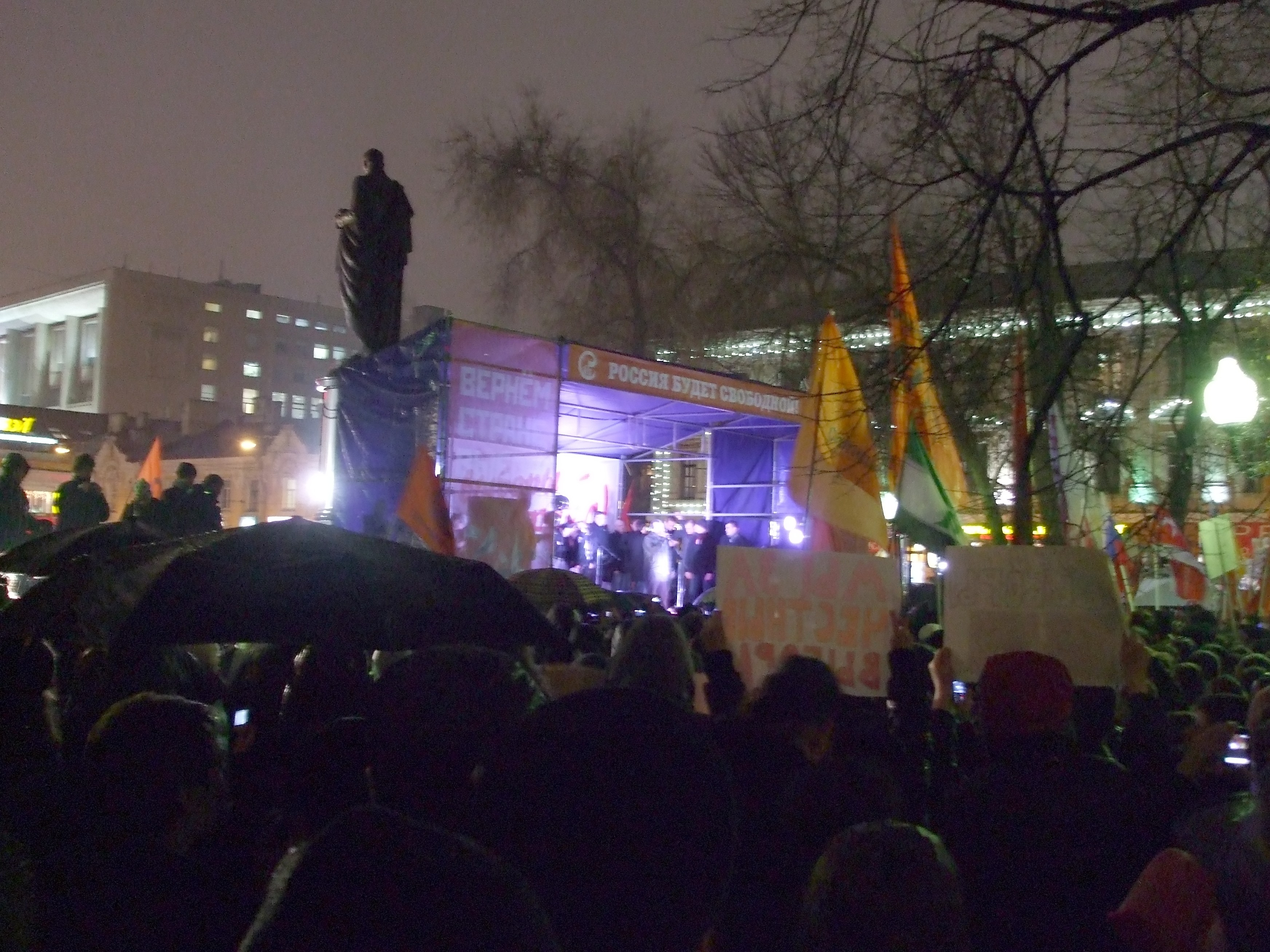
12月5日在莫斯科的抗议集会

12月5日，大约8000人在莫斯科举行反政府示威活动，他们宣称普京与他的政府操控了这次选举，他们认为选举是虚假的并且普京应该下台，一些人还高喊了要求革命的口号。

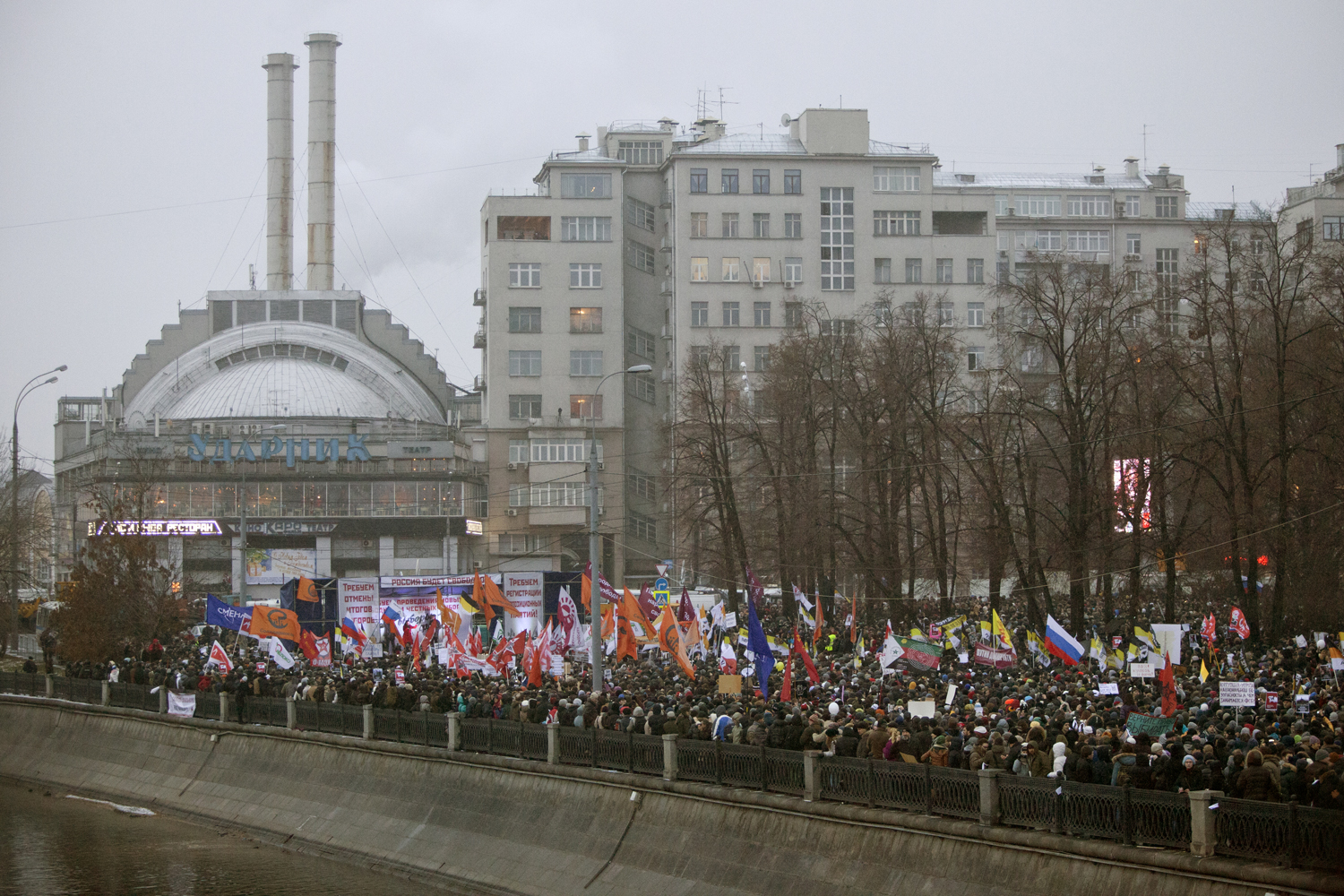
12月10日在莫斯科Bolotnaya广场的抗议

12月6日，大约500名支持統一俄羅斯黨的人在红场附近游行。乘坐卡车到来的士兵和警察使用水枪对付反政府示威者，大约300人在莫斯科、120人在圣彼得堡被捕。6日夜晚，至少600名抗议者在胜利广场举着反对普京的标语，一些人在克里姆林宫附近与防爆警察和内政部的士兵发生了冲突，100人被警察驱散，一些人被捕。后来在胜利广场抗议的人数达到了1000人以上，又有许多人被捕，其中包括反对派领袖、前第一副总理鲍里斯·涅姆佐夫和著名的博客作家、社会活动家阿列克谢·纳瓦利内 （Alexey Navalny）。

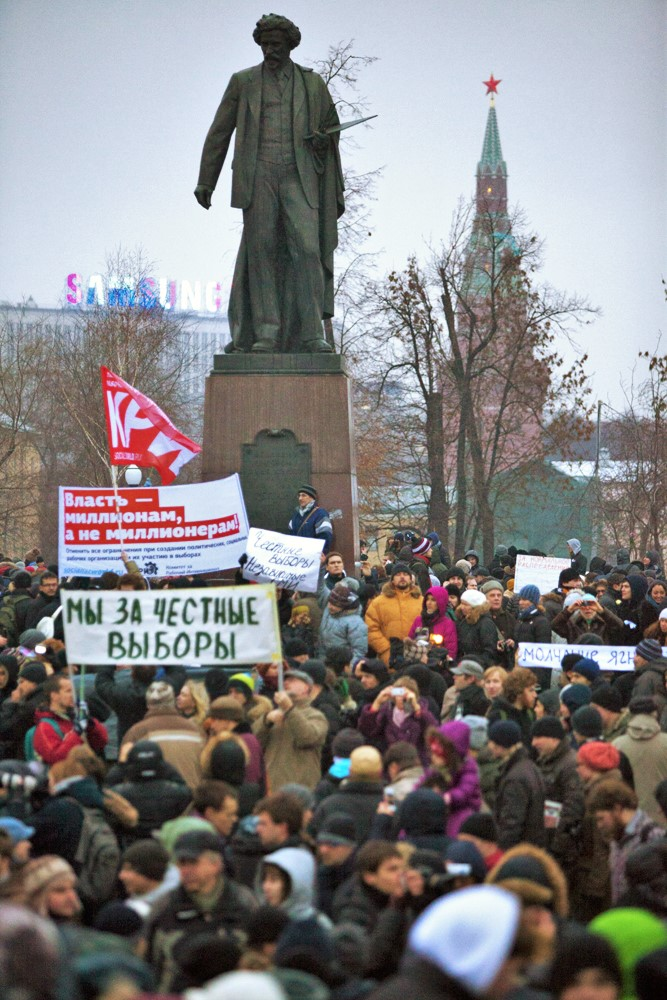
12月10日在莫斯科Bolotnaya广场集会的群众

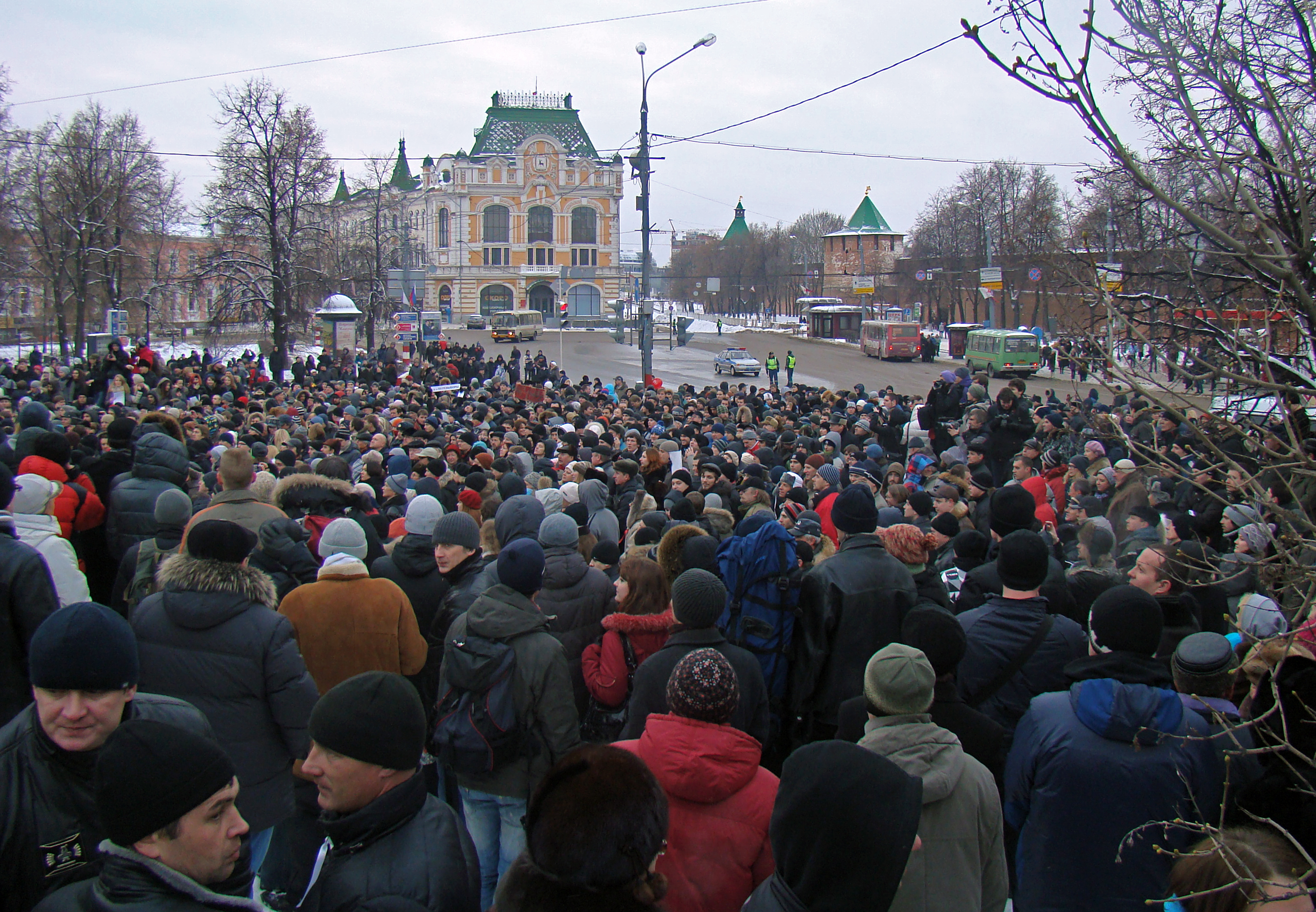
12月10日在下诺夫哥罗德抗议的民众

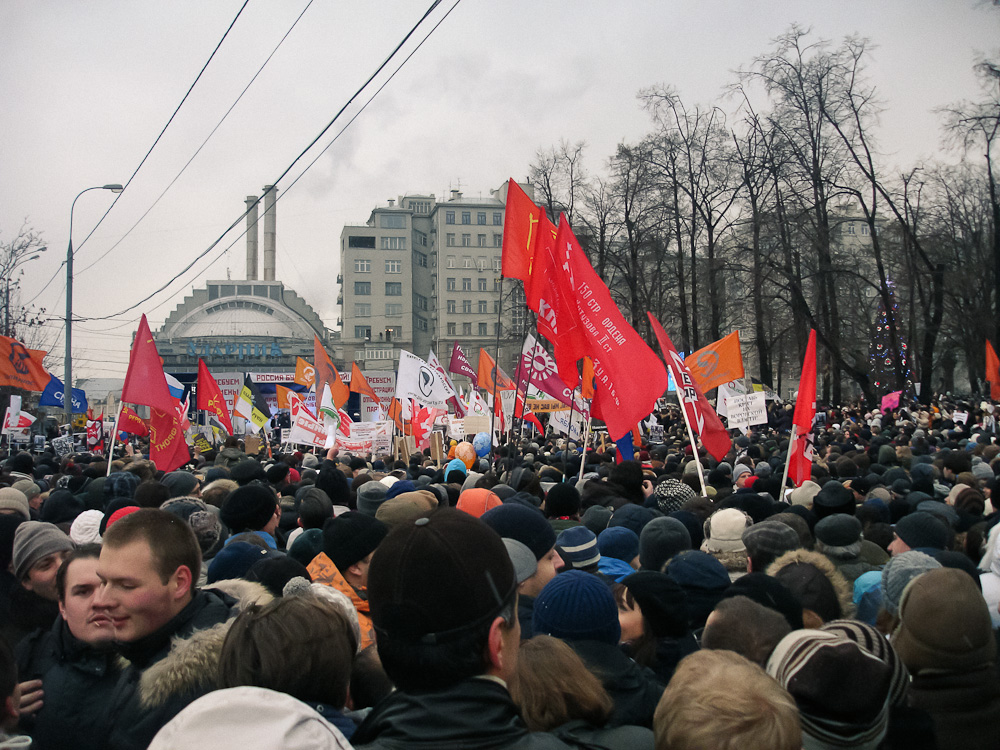
12月10日

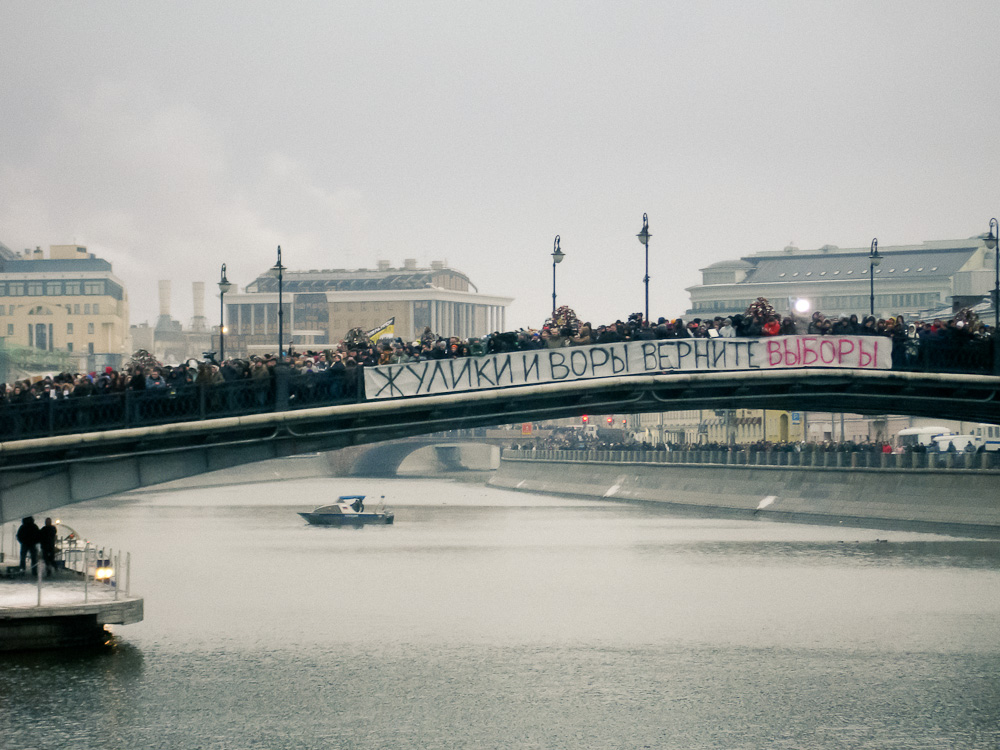
12月10日

12月10日，俄罗斯有50多个城市爆发示威活动，数万民众涌上街头抗议普京领导的统一俄罗斯党在杜马选举中舞弊，要求重新选举及结束普京的统治，这成为自苏联解体以来俄规模最大的示威活动。反对党派通过社交网站facebook和twitter呼吁民众参加行动来表达不满，在莫斯科有近5万人冒着暴风雪响应，他们从下午2时开始聚集在市中心附近的广场高喊“要求公平选举”的口号和高举着海报，广场周围部署了5万名军警，还有直升机在广场上空盘旋。圣彼得堡有1万人上街游行，呼吁废除这次选举结果并重新投票。在俄远东最大城市海参崴，超过1000名民众在街道上示威并高喊“普京是个虱子！”等口号，有人还举个一个画上统一俄罗斯党党徽和写有“这些鼠辈们应该滚蛋！”的布条。在新西伯利亚有3,000人、葉卡捷琳堡有4,000人集会抗议。其他城市如加里寧格勒、托木斯克、鄂木斯克、阿尔汉格尔斯克、摩爾曼斯克、克拉斯諾亞爾斯克、庫爾干、彼尔姆、卡累利阿、哈巴罗夫斯克（伯力）、喀山、下诺夫哥罗德與海參崴等地都有抗议活动的发生。在西伯利亚城市彼尔姆的一场示威活动中15人被捕。在远东城市伯力，在一起未经批准的游行集会中有30人被捕。当天总计全国有100人被捕，大多数发生在莫斯科以外。
主办方表示：如果他们的意愿得不到当局的满足，他们会在12月24日举行另一场大规模的集会。